# Peipiaosteus
Peipiaosteus es un género extinto de pez osteictio, cercanamente relacionado con los actuales esturiones y peces espátula. Sus fósiles se han hallado en estratos del Cretácico Inferior en la Formación Jiufotang, en el lago Pani, en la provincia de Liaoning, China.

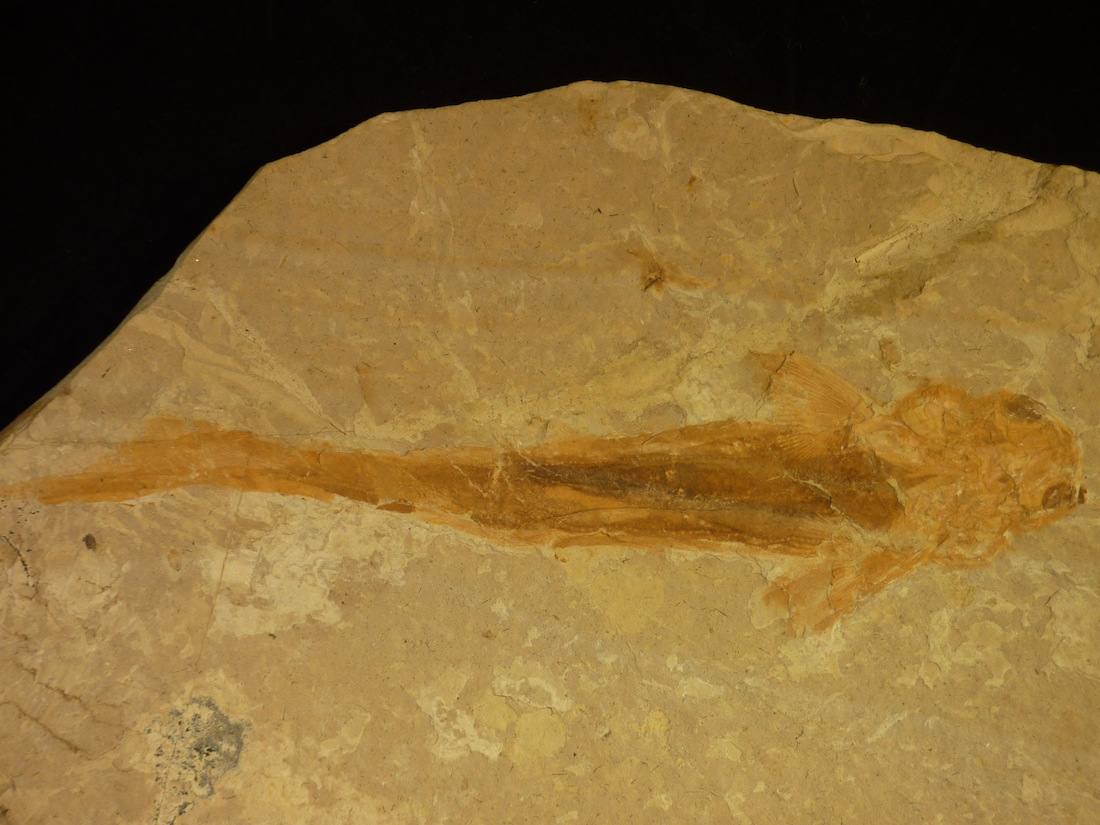
Fósil de Peipiaosteus pani en preparación